# Marian Szkot (kronikarz)
Marian Szkot (ur. 1028, zm. 1082 lub 1083) – średniowieczny irlandzki duchowny, kronikarz.
Jego prawdziwe irlandzkie imię brzmiało Moelbrigte (dosł. „Sługa św. Brygidy”), Marian jest formą zlatynizowaną. W 1052 roku wstąpił do klasztoru Magh-bile (Moville), położonego na terenie współczesnego hrabstwa Down. Za bliżej nieznane naruszenie zakonnej reguły został w 1056 roku wysłany przez swojego opata w ramach pokuty z misją na kontynent. Początkowo zatrzymał się w Kolonii, skąd w 1058 roku wyruszył do Fuldy. W 1059 roku udał się do Würzburga, gdzie otrzymał święcenia kapłańskie. Stamtąd powrócił do Fuldy z zamiarem podjęcia życia eremity. Podążając tropem mnicha Ammchada, również iryjskiego mnicha przebywającego w Fuldzie, zamurował się w celi. Po dziesięcioletnim odosobnieniu został zawezwany w 1069 roku do Moguncji, gdzie również nakazał zamurować się w kaplicy tamtejszego klasztoru. Dokonał żywota nie opuściwszy już nigdy odosobnienia.
Przebywając zamurowany w mogunckiej kaplicy Marian napisał składającą się z trzech ksiąg Kronikę, obejmującą dzieje świata od stworzenia do 1082 roku. Zachowało się kilka jej rękopisów, z których najważniejszy znajduje się w Bibliotece Watykańskiej. Mimo iż pisana w odosobnieniu od świata, Kronika jest świadectwem ogromnej uczoności autora. Marian zaznajomiony był m.in. z dziełami Józefa Flawiusza, Euzebiusza, Hieronima, Bedy Czcigodnego, Grzegorza Wielkiego czy Pawła Diakona. W swoim dziele ustalił datę stworzenia świata na 18 marca 4213 roku przed Chrystusem. Był także świadom błędnego obliczenia przez Dionizjusza daty narodzenia Jezusa, choć nie potrafił jej poprawnie skorygować.